# Corydalis rubrisepala
Corydalis rubrisepala är en vallmoväxtart. Corydalis rubrisepala ingår i släktet nunneörter, och familjen vallmoväxter.

## Underarter
Arten delas in i följande underarter:
- C. r. rubrisepala
- C. r. zhuangiana